# آبروتوکرینوس
آبروتوکرینوس (نام علمی: Abrotocrinus) نام یک سرده منقرض‌شده از رده زنبق دریایی است.